# М59 (шлем)
Шлем М59 или службено JUŠ M59 је челични војни шлем произведен током 1950их у ФНРЈ за потребе ЈНА. Овај југословенски шлем,такође познат и као Ne44 је копија шпанског M34 али је војсци представљан као домаћи дизајн. Произведено је неколико стотина хиљада комада, а сам шлем се масовно користио током распада Југославије, и то од свих страна. Током 1980их су ови шлемови преправљени и добијају назив JUŠ M59/85. Током 1988. је ЈНА представљена и кевларска верзија која је добила назив  JUŠ M89  али је касније одбачена јер штити малу површину главе.  Верзија М59/85 се и данас користи, претежно у ВС и АРМ.